# Instytut Filologii Germańskiej Uniwersytetu Jagiellońskiego

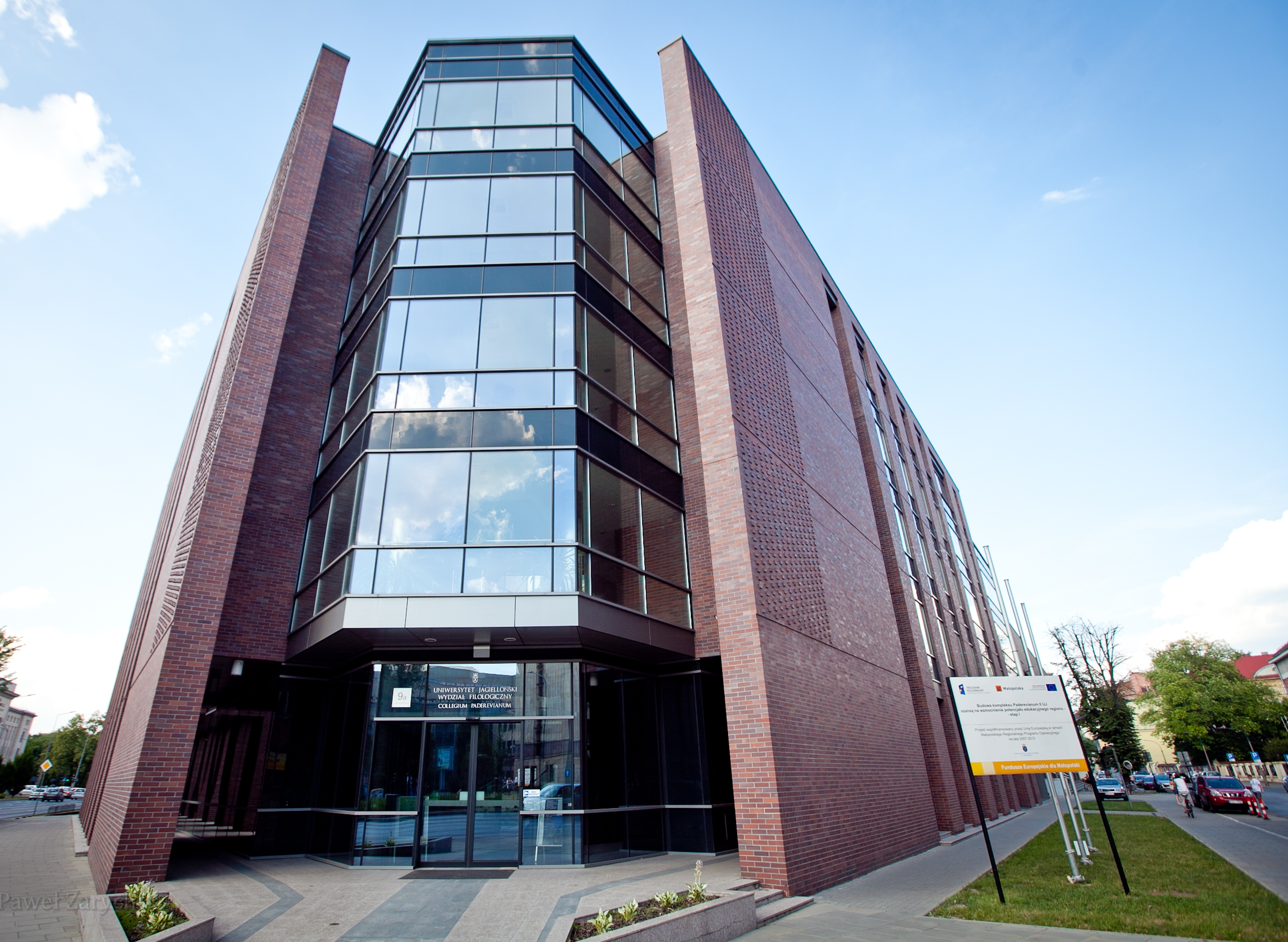
Collegium Paderevianum II, aktualna siedziba IFG UJ

Instytut Filologii Germańskiej Uniwersytetu Jagiellońskiego – jednostka organizacyjna Wydziału Filologicznego Uniwersytetu Jagiellońskiego w Krakowie prowadząca działalność naukową i dydaktyczną w zakresie filologii germańskiej, szwedzkiej, germańskiej z językiem angielskim, a także przekładoznawstwa. W Instytucie działają dwie katedry, dwa zakłady, dwie pracownie, a także trzy studenckie koła naukowe. Jednostka zatrudnia 64 pracowników, kształci ok. 500 studentów i sprawuje opiekę naukową nad 5 doktorantami.

## Historia[2][3]

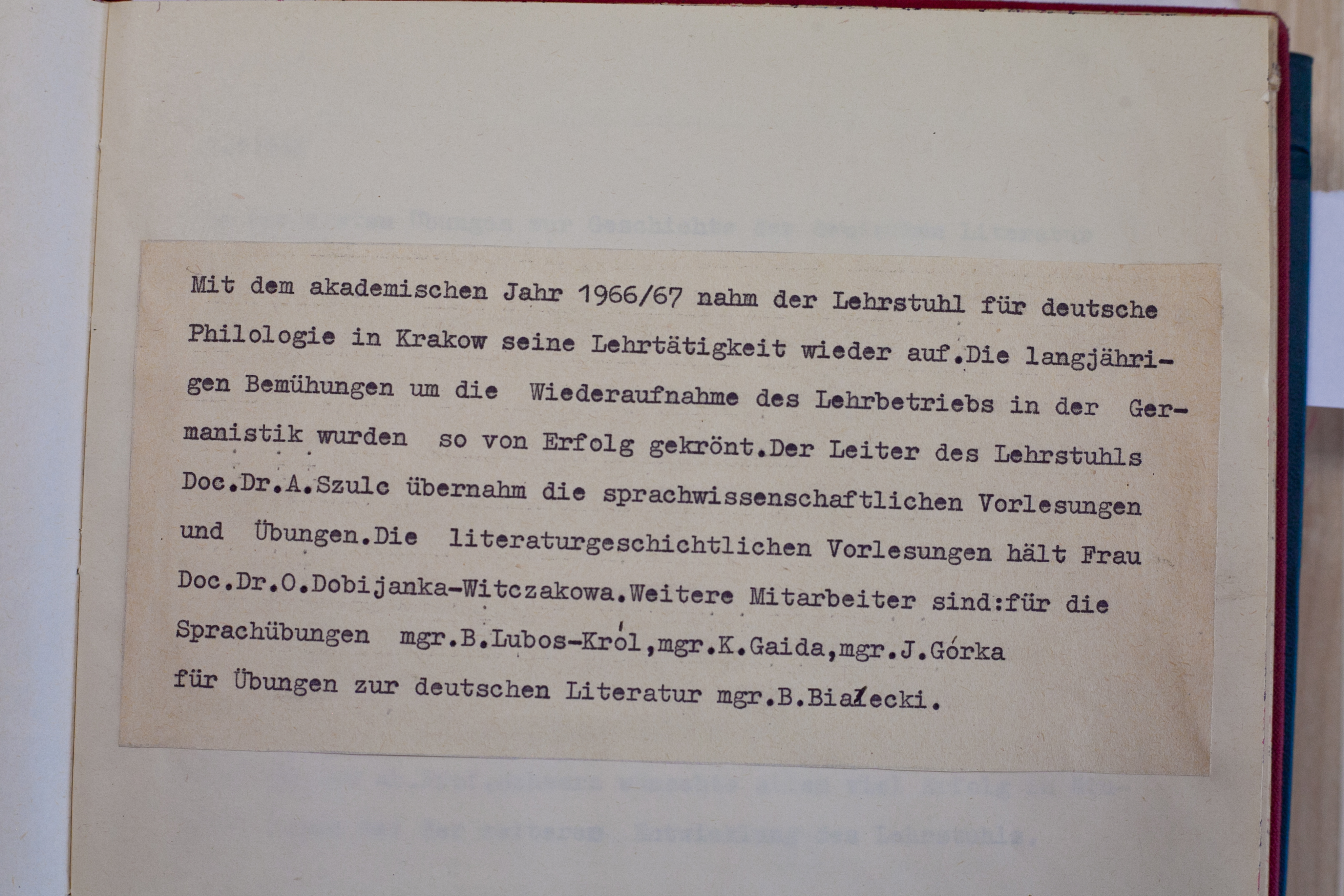
Kronika Katedry Filologii Niemieckiej UJ, pierwszy wpis po wznowieniu działalności, październik 1966

Historia Instytutu Filologii Germańskiej sięga roku 1850, kiedy to na profesora języka i literatury niemieckiej Uniwersytetu Jagiellońskiego władze austriackie powołały Karla Weinholda (1823-1901). Profesor ten wykładał w Krakowie jedynie do roku 1851, a jego następcą został František Tomaš Bratranek (1815-1884), późniejszy rektor Uniwersytetu Jagiellońskiego. W latach 1883–1913 krakowską germanistyką kierował Wilhelm Creizenach (1851-1919), po czym jego obowiązki przejął Spiridion Wukadinovič (1870-1938), który kierował katedrą do 1932 r. Był on także ostatnim dyrektorem jednostki powołanym jeszcze przez władze austriackie. Pierwszym Polakiem na tym stanowisku został dopiero Adam Marian Kleczkowski (1883-1949). II wojna światowa, a następnie śmierć Kleczkowskiego przyniosły dla germanistyki krakowskiej stopniowe ograniczanie działalności, aż do całkowitego jej zawieszenia od roku akademickiego 1951/52. Opiekę nad katedrą nieprowadzącą działalności dydaktycznej objął wtedy Jerzy Kuryłowicz (1895-1978), zaś jedynym pracownikiem naukowym pozostawała przez kolejne lata Olga Dobijanka-Witczakowa (1921-2006).
Do wznowienia działalności jednostki pod nazwą Katedra Filologii Niemieckiej UJ doszło w roku 1966. W 1973 katedrę przekształcono w Instytut Filologii Germańskiej. Na kierownika, a później dyrektora powołano przybyłego z Uniwersytetu im. Adama Mickiewicza w Poznaniu Aleksandra Szulca (1924-2012), który swą funkcję sprawował do roku 1993. W kolejnych kadencjach jego następcami byli Maria Kłańska, Krzysztof Lipiński, Antoni Dębski, Sławomira Kaleta-Wojtasik oraz Magdalena Sitarz.
Po wznowieniu działalności siedzibą jednostki został ukończony w 1964 r. budynek Collegium Paderevianum. Od roku 2015 Instytut prowadzi swą działalność w sąsiadującym ze starą siedzibą tzw. Paderevianum II.
W instytucie pracowali lub byli z nim związani zawodowo także m.in.: Juliusz Ippoldt, Genowefa Sadalska i Zdzisław Kazimierz Wawrzyniak.

## Władze (2024-2028)
Dyrektor: dr hab. Iwona Kowal, prof. UJ
Zastępca Dyrektora ds. dydaktycznych: dr hab. Piotr Owsiński

## Struktura[1]
Katedra Nordystyki (do 28 lutego 2023 r. Zakład Filologii Szwedzkiej)
Katedra Literatury Niemieckojęzycznej (do 28 lutego 2023 r. Zakład Literatury Niemieckiej)
Zakład Językoznawstwa Germańskiego
Zakład Dydaktyki i Historii Języka Niemieckiego
Pracownia Translacji
Pracownia Praktycznej Nauki Języka Niemieckiego

## Działalność naukowa
Badania naukowe prowadzone są w obrębie ośmiu zespołów i podstawowych zakresów badawczych:
- Językoznawstwo szwedystyczne
- Literaturoznawstwo szwedystyczne i komparatystyczne
- Przekład i komunikacja międzykulturowa (perspektywa skandynawistyczna)

- Germanistyczne językoznawstwo stosowane
- Germanistyczne językoznawstwo historyczne

- Literatura niemieckojęzyczna i jej kulturowe konteksty
- Relacje interkulturowe: przestrzeń literacka i kulturowa – j. niemiecki, j. polski i j. jidysz
- Literatura a inne media

## Współpraca zagraniczna
Instytut utrzymuje współpracę naukową oraz wymianę studentów i kadry akademickiej z ponad 30 uczelniami z Niemiec, Austrii, Francji, Holandii, Szwecji, Estonii, Słowacji, Słowenii i Turcji, głównie w ramach programu Erasmus+ oraz umów bilateralnych.

## Kształcenie studentów
Instytut kształci w ramach czterech kierunków:
- filologia germańska: studia licencjackie i magisterskie
- filologia szwedzka: studia licencjackie i magisterskie
- filologia germańska z językiem angielskim: studia licencjackie i magisterskie
- przekład literacki – język niemiecki: studia magisterskie

Ponadto w Instytucie kształceni są także studenci Instytutu Filologii Angielskiej Uniwersytetu Jagiellońskiego (filologia angielska z językiem niemieckim) oraz studenci Wydziału Polonistyki Uniwersytetu Jagiellońskiego (filologia polska, specjalność: przekładoznawstwo literacko-kulturowe).

## Studenckie koła naukowe[9]
Przy Instytucie działają następujące studenckie koła naukowe:
- Studenckie Koło Naukowe Germanistyki UJ
- Skandynawistyczne Koło Naukowe UJ
- Studenckie Koło Naukowe Filologii Germańskiej z Językiem Angielskim UJ

## Samodzielni pracownicy naukowi Instytutu[5]
Jan Balbierz
Krzysztof Bak
Zofia Berdychowska
Piotr de Bończa Bukowski
Ewa Data-Bukowska
Grzegorz Chromik
Andrzej Feret
Magdalena Filar
Katarzyna Jaśtal
Jadwiga Kita-Huber
Maria Kłańska (professor emerita)
Iwona Kowal
Piotr Owsiński
Agnieszka Palej
Magdalena Sitarz
Magdalena Wasilewska-Chmura
Caroline Welsh
Paweł Zarychta